# Borovci (Kula Norinska)
Borovci falu Horvátországban, Dubrovnik-Neretva megyében. Közigazgatásilag Kula Norinskához tartozik.

## Fekvése
Makarskától légvonalban 46, közúton 62 km-re délkeletre, Pločétól légvonalban 9, közúton 29 km-re északkeletre, községközpontjától 12 km-re északnyugatra fekszik.

## Története
Borovci területe az itt található ókori halomsírok tanúsága szerint már a történelem előtti időben is lakott volt. A sírok a térség első ismert népének az illíreknek a hagyatékai, akik a római hódításig uralták a mai Dalmácia területét. A település a középkorban is folyamatosan lakott volt, amint azt a Zanogán és Mravincim és a plébániatemplomnál található sírkövek is bizonyítják és amelyek közül néhány töredék a plébániatemplom falába is be van falazva. A település közelében, a kis Rujnica-hegy északnyugati lejtőjén található Vratar középkori vára is. A vár csak az egyik oldalon közelíthető meg, mivel a többi oldalán mocsár veszi körül. A vár első írásos említése 1434-ből való, amikor Juraj Vojsalić megerősíti a Radivojevićeket a birtokában. Következő említése V. Alfonz aragóniai királynak 1444. február 19-én Stjepan Kosača herceg részére kiadott oklevelében történt. Vratart a 15. század végén hódította meg a török és a Hercegovinai szandzsákhoz csatolta. Ezzel a vár elveszítette korábbi stratégiai jelentőségét. Elhagyták és az enyészet martaléka lett. Ma csak a romjai láthatók. 1499-ben már az egész akkori neretvai krajina a Cetina folyóig török uralom alatt állt. Nehéz idők következtek az itt élő keresztény lakosságra, mert a törökök egyáltalán nem kímélték őket. Közülük sokat megöltek, mások a tengermellékre és a szigetekre menekültek. A terület a 16. században a nadjezerjei plébániához tartozott. 1563-ig a megmaradt keresztény lakosság lelki szolgálatát a ljubuški ferences atyák látták el, majd miután a török lerombolta kolostorukat a szolgálatot a zaostrogi atyák vették át.
Borovci neve 1672-ben bukkan fel először a makarskai püspöknek Marijan Lišnjić atyának a jelentésében, de ennél minden bizonnyal sokkal korábban keletkezett. A név a település első lakóitól, a Borovacoktól ered, akik már a török hódítás előtt itt éltek. A török 1683-as bécsi veresége után a keresztény seregek egymás után szabadították fel a megszállt területeket. Dalmácia népe is felkelt az idegen uralom ellen és a velencei parancsnokok vezetésével a 17. század végére ezt a területet is felszabadították. A török uralom után a terület a Velencei Köztársaság része lett. A 17. század végén és a 18. század elején a plinai plébános nemcsak a plinai plébánia területét, hanem a Borovciig terjedő terület lelki szolgálatát is ellátta. 1720-ban Borovci önálló plébánia székhelye lett, melyhez Nova Sela, Rujnica, Desne és Vid települések is hozzá tartoztak. Az 1733-ban újraalapított borovci plébánia Borovci, Nova Sela, Desne és Rujnica településeket foglalta magában. 1760-ban Stjepan Blašković makarskai püspök Desnát és Rujnicát is elcsatolta, melyek önálló plébániát kaptak.
A velencei uralomnak 1797-ben vége szakadt és osztrák csapatok vonultak be Dalmáciába. 1806-ban az osztrákokat legyőző franciák uralma alá került, de Napóleon lipcsei veresége után 1813-ban újra az osztrákoké lett. A településnek 1857-ben 598, 1910-ben 539 lakosa volt. 1918-ban az új szerb-horvát-szlovén állam, majd később Jugoszlávia része lett. 1931-ben a falunak 530 lakosa volt. A második világháború idején a Független Horvát Állam része volt. A háború után a település szocialista Jugoszláviához került. 1957-ben Nova Sela is kivált a borovci plébániából, melyet ezután a ferencesek helyett világi papok vezettek. Megindult a lakosság elvándorlása, mely különösen az 1960-as és 1970-es években erősödött fel. 1991-től a független Horvát Köztársaság része. 1992-ig közigazgatásilag Metković községhez tartozott. 1993. január 1-jén megalakult Kula Norinska község, melynek Borovci is a része lett. A településnek 2011-ben már csak 23 lakosa volt.

## Népesség
| Lakosság változása | Lakosság változása | Lakosság változása | Lakosság változása | Lakosság változása | Lakosság változása | Lakosság változása | Lakosság változása | Lakosság változása | Lakosság változása | Lakosság változása | Lakosság változása | Lakosság változása | Lakosság változása | Lakosság változása | Lakosság változása |
| ------------------ | ------------------ | ------------------ | ------------------ | ------------------ | ------------------ | ------------------ | ------------------ | ------------------ | ------------------ | ------------------ | ------------------ | ------------------ | ------------------ | ------------------ | ------------------ |
| 1857               | 1869               | 1880               | 1890               | 1900               | 1910               | 1921               | 1931               | 1948               | 1953               | 1961               | 1971               | 1981               | 1991               | 2001               | 2011               |
| 598                | 719                | 409                | 429                | 537                | 539                | 533                | 530                | 456                | 423                | 364                | 207                | 79                 | 45                 | 33                 | 23                 |

(1857-ben és 1869-ben az adatok Nova Sela lakosságát is tartalmazzák.)

## Nevezetességei
- Vratar várának maradványai.[4]
- Szent Miklós tiszteletére szentelt plébániatemplomát 1672-ben említi először Lišnjić makarskai püspök. A püspök hozzáteszi, hogy a templom ugyan ép, de felszerelése meglehetősen hiányos. A templomot végzett feltárási munkák alapján ma már megállapítható, hogy két építési fázisban készült. Addig csak feltételezték, hogy a 15. vagy a 16. században épülhetett. Ezt a feltételezést a feltárás eredményei messze túlszárnyalták. Miután 1997 elején a külső é belső falakról leverték a vakolatot megtalálták az eredeti, román stílusú  templom falait. Megállapították, hogy a templom boltozott volt és kőlapok fedték, a déli falon pedig egy román stílusú ablakot találtak. Mindezek alapján a szakemberek a templomot a 13. századra datálták. A templom idővel kicsi lett az egyre növekvő hívősereg befogadására, ezért 1779-ben tett lelkipásztori látogatása során Blašković püspök elrendelte bővítését. Erre azonban csak 1858-ban került sor, amikor az épületet meghosszabbították és magasították. Ennek nyomai a vakolat eltávolítása után szépen látszottak. Ekkor nyerte el a templom a mai formáját. Ekkor készült az oldalbejárat és a homlokzaton látható hatágú rózsaablak is. A három harang számára kialakított harangtornyot 1865-ben építették. A templom belső átalakítása 1968-ban történt, amikor átrendezték a szentélyt, eltávolították a régi oltárt és új, szembemiséző oltárt építettek. Áttörték az északi falat és új sekrestyét építettek, az apszis falában pedig elhelyezték Szent Miklós és Szent Rókus szobrait.
- A Gyógyító boldogasszony kápolna a plébániaház közelében áll. Az 1759-ben épített kápolna eredetileg Páduai Szent Antal tiszteletére volt szentelve. A 20. század elején Mijo Ivandić plébános az innen Amerikába kivándorolt hívek költségén bővíttette és mivel a szomszédos Nova Sela temploma már Páduai Szent Antal titulusát viselte, a kápolnát a Gyógyító boldogasszony tiszteletére szentelte fel. Ez alkalomból az oltárképet is kicserélték. Homlokzatán kereszt alakú ablak, felül pedig egy harang számára épített nyitott harangtorony látható, melyet még a régi kápolnáról tettek át.